# Axelina Johansson
Axelina Johansson (Vaggeryd, 20 aprile 2000) è una pesista svedese che ha vinto la medaglia d'oro ai Giochi mondiali universitari estivi 2025 nel getto del peso.

## Progressione

### Getto del peso
| Stagione | Misura     | Luogo        | Data      | Rank. Mond. |
| -------- | ---------- | ------------ | --------- | ----------- |
| 2025     | 19,31 m(i) | Indianapolis | 1-3-2025  |             |
| 2024     | 18,97 m    | Bottnaryd    | 22-6-2024 |             |
| 2023     | 19,54 m    | Bloomington  | 13-5-2023 |             |
| 2022     | 18,57 m    | Eugene       | 15-7-2022 |             |
| 2021     | 18,08 m    | Falun        | 28-6-2021 |             |
| 2020     | 17,49 m    | Falun        | 27-7-2020 |             |
| 2019     | 15,18 m    | Göteborg     | 11-8-2019 |             |
| 2018     | 15,27 m(i) | Växjö        | 3-2-2018  |             |
| 2017     | 13,79 m(i) | Växjö        | 4-2-2017  |             |
| 2016     | 13,88 m    | Habo         | 21-8-2016 |             |
| 2015     | 11,46 m    | Motala       | 30-5-2015 |             |

## Palmarès
| Anno | Manifestazione               | Sede      | Evento                 | Risultato | Prestazione | Note  |
| ---- | ---------------------------- | --------- | ---------------------- | --------- | ----------- | ----- |
| 2016 | Europei U18                  | Tbilisi   | Getto del peso (3 kg.) | Qualif.   | nm          |       |
| 2018 | Mondiali U20                 | Tampere   | Getto del peso         | Qualif.   | 13,58 m     |       |
| 2019 | Europei U20                  | Borås     | Getto del peso         | Qualif.   | 14,70 m     |       |
| 2021 | Europei U23                  | Tallinn   | Getto del peso         | Bronzo    | 17,85 m     |       |
| 2022 | Mondiali                     | Eugene    | Getto del peso         | 12ª       | 17,60 m     | [ 1 ] |
| 2022 | Europei                      | Monaco    | Getto del peso         | 7ª        | 18,04 m     | [ 2 ] |
| 2023 | Giochi europei               | Glasgow   | Getto del peso         | Bronzo    | 18,32 m     | [ 3 ] |
| 2023 | Mondiali                     | Budapest  | Getto del peso         | Qualif.   | 18,57 m     | [ 4 ] |
| 2024 | Mondiali indoor              | Glasgow   | Getto del peso         | 8ª        | 18,68 m     | [ 5 ] |
| 2024 | Olimpiade                    | Parigi    | Getto del peso         | 10ª       | 18,03 m     | [ 6 ] |
| 2025 | Giochi mondiali universitari | Reno-Ruhr | Getto del peso         | Oro       | 18,45 m     | [ 7 ] |

## Campionati nazionali
- 1 volta campionessa assoluta svedese del getto del peso (2024)

2022
- Bronzo ai campionati assoluti svedesi (Norrköping), getto del peso - 16,72 m

2024
- Oro ai campionati assoluti svedesi (Uddevalla), getto del peso - 18,97 m

## Altre competizioni internazionali
2021
- Argento al Coppa Europa di lanci U23 ( Spalato), Getto del peso - 17,50 m

2022
- 8ª ai Bislett Games ( Oslo), Getto del peso - 18,08 m

2023
- 7ª ai Bislett Games ( Oslo), Getto del peso - 18,72 m
- Bronzo ai Campionati europei a squadre, ( Chorzów), Getto del peso - 18,32 m